# Selbstwechselwirkungskorrektur
Die Selbstwechselwirkungskorrektur (oft kurz SIC: self-interaction correction) ist eine Methode im Rahmen der Dichtefunktionaltheorie. Sie korrigiert den im Rahmen der Lokalen Dichtenäherung (LDA) auftretenden Selbstwechselwirkungsfehler teilweise.
Die von John Perdew und Alex Zunger vorgeschlagene Methode kann insbesondere auf den Festkörper angewandt werden. Für viele Materialien hat die Selbstwechselwirkungskorrektur Ergebnisse geliefert, die in deutlich besserer Übereinstimmung mit dem Experiment sind als die innerhalb der LDA erzielten.